# Acidstorm
AcidStorm es un personaje ficticio de la serie animada de Transformers. 

## Historia
Es un Decepticon del grupo de los Jets Rastreadores de Starscream, Skywarp y Thundercracker en Transformers G1. 
A pesar de su inteligencia, recolección de datos habilidades y un destacado potencial como miembro de los Decepticons, Acidstorm prefiere revolcarse en el anonimato como una carta bajo la manga  El comanda un grupo de Jets Rastreadores Solicitantes especializados que tienen la capacidad de manipular los patrones localizados en el tiempo para crear la lluvia ácida. Él es una parte de las fuerzas en Cybertron bajo el mando de Shockwave.
- Datos: Q5656641